# Yli-Ripukkajärvi
Yli-Ripukkajärvi är en sjö i Kiruna kommun i Lappland och ingår i Kalixälvens huvudavrinningsområde. Sjön har en area på 0,152 kvadratkilometer och ligger 343 meter över havet.

## Delavrinningsområde
Yli-Ripukkajärvi ingår i det delavrinningsområde (749103-176240) som SMHI kallar för Mynnar i Kalixälvens vattendragsyta. Medelhöjden är 335 meter över havet och ytan är 22,17 kvadratkilometer. Det finns inga avrinningsområden uppströms utan avrinningsområdet är högsta punkten. Nurmajoki som avvattnar avrinningsområdet har biflödesordning 2, vilket innebär att vattnet flödar genom totalt 2 vattendrag innan det når havet efter 229 kilometer. Avrinningsområdet består mestadels av skog (77 procent) och sankmarker (18 procent). Avrinningsområdet har 0,79 kvadratkilometer vattenytor vilket ger det en sjöprocent på 3,6 procent.